# Комбинация изониазида и рифампицина
Комбинация изониазида и рифампицина — противотуберкулёзный препарат, действие которого обусловлено бактерицидными свойствами его компонентов: изониазид угнетает синтез миколиевых кислот, являющихся важнейшим компонентом клеточной стенки микобактерий, рифампицин тормозит синтез бактериальной РНК.
Комбинированные препараты с таким сочетанием действующих веществ включены в состав АТХ (J04AM02), а также входят в перечень жизненно необходимых и важнейших лекарственных средств, утверждённый распоряжением Правительства Российской Федерации от 30.12.2009 № 2135-р.
В России зарегистрировано всего одно лекарственное средство с таким составом — «Изо-Эремфат». В то же время компоненты препарата (изониазид и рифампицин) можно приобрести в аптечной сети по отдельности.

## Фармакология
Рифампицин и изониазид обладают наибольшей активностью в отношении быстрорастущих внеклеточно расположенных микроорганизмов, но также оказывают бактерицидное действие на внутриклеточно расположенных возбудителей. По данным разработчика, при данной комбинации устойчивость микобактерий развивается медленно.
После приёма препарата внутрь его активные компоненты быстро и достаточно полно абсорбируются из ЖКТ. Максимальная концентрация активных компонентов в плазме достигается ко второму часу после приёма и сохраняется на определяемом уровне до 8 часов.

## Применение
Препарат показан к применению при лечении начальных стадий туберкулёза лёгких и его внелёгочных форм (A15—19).
Имеются данные рандомизированных контролируемых клинических исследований эффективности комбинации изониазид+рифампицин в сравнении с монотерапией изониазидом ВИЧ-инфицированных пациентов без открытой формы туберкулёза. По результатам испытаний выявлено, что применение изониазида в сравнении с плацебо даёт снижение смертности от туберкулёза, составляющее 74-процентную вероятность смертельного исхода для лиц с позитивной туберкулиновой пробой. Использование комбинации изониазида с рифампицином снижает вероятность смертельного исхода до 69 % для всех пациентов независимо от результатов туберкулиновой пробы (при том, что у лиц с позитивной пробой лечение проходит более эффективно). В то же время отмечено, что даже короткие курсы комбинированной химиотерапии чаще требуют прекращения лечения по причине негативных эффектов, которые складываются из побочных действий составляющих.
По данным разработчика, вероятность побочных эффектов снижается при одновременном назначении пиридоксина и глутаминовой кислоты.

### Варианты терапии
Применяются следующие курсы лечения:
- Начальная фаза: изониазид + рифампицин совместно со стрептомицином или этамбутолом в течение 2 месяцев. Суточная доза устанавливается с учётом массы тела пациента.
- Фаза продолжения (короткий курс лечения): приём комбинации изониазид + рифампицин каждый день или 2—3 раза в неделю в течение 4 месяцев и более. Общая продолжительность терапии должна составлять не менее 6 месяцев и ещё, по крайней мере, 3 месяца после прекращения бактериовыделения.
- Фаза продолжения (длительный курс лечения): требуется для пациентов с резистентными штаммами, внелёгочными формами туберкулёза и ВИЧ-инфицированных. В случае ВИЧ-инфицирования общая продолжительность лечения должна составлять не менее 9 месяцев и ещё, по крайней мере, 6 месяцев после прекращения бактериовыделения.[5]

### Побочное действие
Длительный приём изониазида вызывает периферическую нейропатию у 3,5—17 % пациентов. Возникает ощущение покалывания и онемения в пальцах рук и ног, у некоторых пациентов появляется мышечная слабость, головная боль, головокружения, тошнота, рвота, лекарственный гепатит, гинекомастия у мужчин и меноррагии у женщин. Профилактическое и лечебное использование изониазида в виде монотерапии или в комбинации с противотуберкулёзными препаратами связано со значительным риском токсического поражения печени.
В связи с этим средство противопоказано лицам с печёночной недостаточностью, проявлениями эпилепсии и склонности к судорожным припадкам (в случае ранее перенесённого полиомиелита), детям до 12 лет и с массой тела менее 45 кг. Необходимо осторожное применение у пациентов с заболеваниями печени и почек, хроническим алкоголизмом, а также в отношении пожилых и ослабленных больных.
При длительном применении показаны систематический контроль функции печени (не реже 1 раза в месяц), картины периферической крови. При развитии стойких нарушений функции печени лечение прерывают и возобновляют после полной нормализации клинических и лабораторных показателей с низких начальных доз, с постепенным повышением.
Препарат нельзя использовать в первом триместре беременности, а также при грудном вскармливании. Возможность использования препарата при дальнейшей беременности может быть решена только врачом после оценки степени риск/польза. При использовании на последних неделях беременности может вызвать послеродовое кровотечение у матери или новорождённого, для лечения которых применяется витамин K.

## История
«Изо-эремфат» разработан немецкой фирмой Fatol Arzneimittel («Фатол Арцнаймиттель») и впервые в России зарегистрирован 27.06.2003 под номером 015081/01-2003. Название препарата происходит от наименований его компонентов: Isoniazid и Eremfat (торговая марка рифампицина этой же фирмы).
Кроме данного препарата, в России были зарегистрированы следующие лекарственные средства с таким же составом (сейчас регистрация аннулирована):
| Торговая марка    | Производитель                             | Страна производителя | Регистрационный номер | Дата регистрации | Дата аннуляции |
| ----------------- | ----------------------------------------- | -------------------- | --------------------- | ---------------- | -------------- |
| «Рифинаг»         | «Лепетит Группе»                          | Италия               | П-8-242 N005855       | 15.03.1995       | 05.02.2008     |
| «Изо-Эремфат 150» | «Фатол Арцнаймиттель»                     | Германия             | П-8-242 N006976       | 12.01.1996       | 05.02.2008     |
| «Тибинекс»        | «Темис Медикер»                           | Индия                | П-8-242 N006982       | 16.01.1996       | 12.03.2008     |
| «Р-цинекс»        | «Люпин Лабораториз»                       | Индия                | П-8-242 N010771       | 18.01.1999       | 12.03.2008     |
| «Зукокс Плюс»     | «Лазор Лабораториз» («Глаксо Индия»)      | Индия                | П N011517/01-1999     | 24.11.1999       | 18.04.2005     |
| «Римактазид»      | «Новартис Энтерпрайсиз»                   | Индия                | П N012686/01-2001     | 14.02.2001       | 12.03.2008     |
| «Римактазид»      | «Новартис Энтерпрайсиз»                   | Индия                | П N012686/02-2001     | 14.02.2001       | 13.03.2007     |
| «Тибинекс»        | «Темис Медикер» (ЗАО «Гедеон Рихтер-РУС») | Индия                | П N014149/01-2002     | 20.06.2002       | 20.09.2007     |
| «Римактазид»      | «Новартис Энтерпрайсиз»                   | Индия                | П N014455/01-2002     | 15.10.2002       | 12.03.2008     |
| «Рифинаг»         | «Лепетит Группе»                          | Италия               | П N014788/01-2003     | 11.02.2003       | 08.04.2008     |
| «Римактазид»      | «Сандоз Прайвит»                          | Индия                | П N014455/01          | 22.12.2006       | 12.03.2008     |

## Лекарственные формы
«Изо-Эремфат» выпускается в виде таблеток, покрытых оболочкой, в двух вариантах, отличающихся разными соотношениями компонентов:
- изониазид 100 мг + рифампицин 150 мг;
- изониазид 150 мг + рифампицин 300 мг.